# No Mercy In This Land
No Mercy In This Land — спільний студійний альбом американських музикантів Чарлі Масселвайта та Бена Гарпера, реліз якого відбувся у березні 2018 року на лейблі ANTI-.
Альбом посів 132 місце у чарті Billboard 200, 19 місце у Billboard Top Rock Albums та 1 місце серед блюзових альбомів у  Billboard Blues Albums.
2019 року мемфіський Фонд Блюзу визнав піснею року композицію «No Mercy In This Land» у виконанні Бена Гарпера і Чарлі Масселвайта з однойменного спільного альбому.

## Список композицій
| Трек | Назва                       | Автори                                       | Тривалість |
| ---- | --------------------------- | -------------------------------------------- | ---------- |
| 1    | «When I Go»                 | Бен Гарпер, Джейсон Мозерскі, Джессі Інголс  | 3:45       |
| 2    | «Bad Habits»                | Бен Гарпер                                   | 3:45       |
| 3    | «Love And Trust»            | Бен Гарпер                                   | 3:07       |
| 4    | «The Bottle Wins Again»     | Бен Гарпер, Джессі Інголс                    | 3:38       |
| 5    | «Found The One»             | Бен Гарпер, Джиммі Пакссон, Джейсон Мозерскі | 2:47       |
| 6    | «When Love Is Not Enough»   | Бен Гарпер, Джейсон Мозерскі                 | 4:09       |
| 7    | «Trust You To Dig My Grave» | Бен Гарпер                                   | 3:33       |
| 8    | «No Mercy In This Land»     | Бен Гарпер                                   | 3:45       |
| 9    | «Movin' On»                 | Бен Гарпер                                   | 3:02       |
| 10   | «Nothing At All»            | Бен Гарпер                                   | 3:37       |

## Виконавці
- Бен Гарпер — вокал, акустична гітара, електрогітара, слайд-гітара
- Чарлі Масселвайт — губна гармоніка, вокал
- Джессі Інголс — бас-гітара, контрабас, орган, клавішні
- Джиммі Пакссон — барабани, перкусія
- Джейсон Мозерскі — гітара

- Продюсер — Етан Аллен